# Ievguénia Xakhovskaia
Ievguénia Mikhàilovna Xakhovskáia, rus: Евге́ния Миха́йловна Шаховска́я de soltera Andréieva, rus: Андре́ева (1889—1920) — fou una pionera russa de l'aviació i primera aviadora militar de la història.